# Luka Maksimović
Luka Maksimović, noto anche con lo pseudonimo di Ljubiša Preletačević Beli (Velika Ivanča, 17 luglio 1991), è un ex giocatore di football americano e politico serbo, che ha giocato nel ruolo di defensive lineman.
Si è presentato alle presidenziali del 2017 come candidato della lista SPN arrivando terzo.